# Ладозька
Ладозька — станиця в Усть-Лабинському районі Краснодарського краю. Центр Ладозького сільського поселення.
Населення — 14,7 тис. мешканців (2002).

## Географія
Станиця розташована на правому березі Кубані за 18 км східніше міста Усть-Лабинськ. Залізнична станція Ладозька на гілці Краснодар — Кропоткин. Автомобільна дорога Усть-Лабинськ — Кропоткин.

## Історична довідка
У 1802 станиця Ладозька була заснована чорноморськими козаками. Станицю було включено в Кавказьке лінійне козаче військо. У 1804, на додаток до перших поселенців, у станицю були переселені Донські козаки. Отримала назву від імені Ладозького Донського козачого полку, переправленого з-під Санкт-Петербурга на охорону південних кордонів країни.
Ладозька була однією з 13 кубанських станиць, які наприкінці 1932 — початку 1933 Північно-Кавказьким крайкомом ВКП(б) були включені в «Чорні дошки ганьби» за невиконання плану хлібоздачі. Сотні станичників померли з голоду.

## Адміністративний поділ
До складу Ладозького сільського поселення крім станиці Ладозька входить також роз'їзд Потаєнний.

## Економіка
Підприємства сільського господарства. Тваринництво.[коли?]

## Туристичні об'єкти
- У околицях розташовані два городища (III століття до Р. Х. — перші століття від Р. Х.), численні кургани і могильники (в археології група пам'яток відома як ладозька група). Варварські розграбовані «чорними археологами», об'єкти були виключені з реєстру пам'яток історії культури федерального значення .
- Один з найкращих у краї шкільний етнографічний музей.
- Свято-Успенський храм, освячений 18 вересня 2005 року. Храм має недільну школу, бібліотеку.

## Видатні уродженці
- Усков Іраклій Олександрович (1810—1882) — російський військовик українського походження, полковник, комендант Новопетровського укріплення (1853—1865)
- Кутафін Семен Васильович — Герої Соціалістичної Праці.